# Konspiration
 Denne artikel bør gennemlæses af en person med fagkendskab for at sikre den faglige korrekthed.

En konspiration er en sammensværgelse mellem en eller flere parter om at begå noget ulovligt eller umoralsk og forsøges derfor holdt skjult.

## Konspirationer i det civile
En civil konspiration/sammensværgelse er en aftale om at fratage en anden juridiske rettigheder eller opnå ulovlige mål.[kilde mangler]
En sammensværgelse kan også henvise til en gruppe af mennesker, der aftaler en form for partnerskab, hvor hver deltager bliver en agent eller partner for alle andre medlemmer og indgår eller planlægger en aftale om at begå en handling. Det er ikke nødvendigt, at de konspirerende er involveret i alle faser af planlægningen eller er bekendt med alle detaljer. Enhver frivillig aftale og åbenlys handling begået af en medsammensvoren som led i at fuldføre planen er de vigtigste elementer, der er nødvendige for at bevise en sammensværgelse.
Der er tale om en sammensværgelse uanset om lovlige midler er anvendt til at udføre ulovlige resultater, eller ulovlige midler bruges til at udrette noget legalt. "Selv når ingen kriminalitet er involveret, kan et civilt søgsmål for sammensværgelse anlægges af personer, der har lidt skade."
I strafferet er en konspiration en aftale mellem fysiske personer om at bryde loven på et eller andet tidspunkt i fremtiden,[kilde mangler] og i nogle tilfælde med mindst en åbenlys handling til fremme af denne aftale.[kilde mangler] Der er ingen begrænsning på antallet, der deltager i sammensværgelse, og i de fleste lande er der ikke krav om, at der er taget nogle skridt for at sætte planen i kraft.[kilde mangler]

## Politiske konspirationer
En politisk konspiration kan være en gruppe personer forenet i målet om at afsætte eller vælte en etableret politisk magt: et statskup. Et af de berømte eksempler er mordet på Julius Cæsar. I danmarkshistorien er  et tilsvarende berømt eksempel fra 1286 mordet på Erik Glipping.
Konspirationer udført af stater eller offentlige myndigheder er også politiske i den forstand, at de benytter sig af deres politik. Fra nyere tid forekommer sådanne konspirationer, der nu er blevet kendt gennem mediedækning ; eksempelvis Operation Ajax og Iran-Contra-skandalen.

## Konspirationsteorier
Konspirationsteorier er teorier eller hypoteser, der hævder, at en koordineret gruppe er eller var i gang med i hemmelighed at begå ulovlige eller uretmæssige handlinger, herunder forsøg på at skjule eksistensen af gruppen og dens aktiviteter. I bemærkelsesværdige tilfælde modsiger konspirationsteorien det, der var eller er repræsenteret som mainstreamforklaring på historiske eller aktuelle begivenheder.
Normalt kaldes politiets mistanker om og anklager mod formodede kriminelle ikke for konspirationsteorier men blot for mistanker, sigtelser og/eller anklager.